# Saludo del Poder Negro en los Juegos Olímpicos de 1968

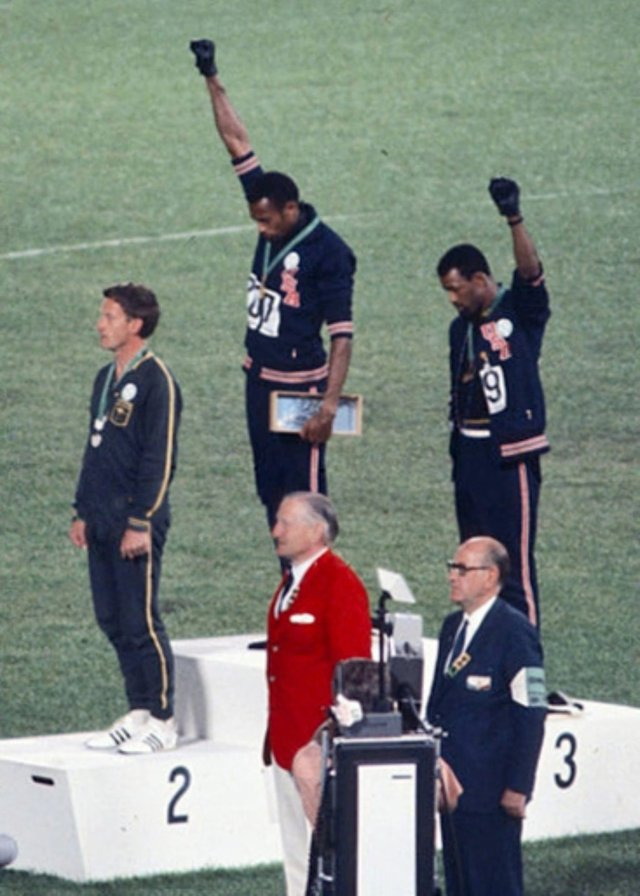
Tommie Smith y John Carlos hacen el saludo del Poder Negro

El saludo del Poder Negro de los Juegos Olímpicos de México 1968 fue una señal de protesta de los derechos civiles negros en Estados Unidos. Tras ganar la carrera de los 200 metros en esos Juegos Olímpicos, los atletas afroamericanos Tommie Smith (medalla de oro) y John Carlos (medalla de bronce), alzaron su puño envuelto en un guante negro mientras comenzaba a sonar el himno nacional estadounidense.

## La protesta
En la mañana del 16 de octubre de 1968, el atleta estadounidense Tommie Smith ganó la carrera de los 200 metros con un récord del mundo de 19.83 segundos, con el australiano Peter Norman en segundo lugar con un tiempo de 20.06 segundos, y el también estadounidense John Carlos en tercera plaza de 20.10 segundos. 
Tras la carrera, los tres fueron a recoger sus medallas en el podio. Los dos estadounidenses recibieron sus medallas, pero vestían guantes negros, representando la pobreza negra. Smith llevaba un pañuelo negro alrededor de su cuello para representar el orgullo negro. Carlos tenía su chándal desabrochado como muestra de solidaridad con los obreros de los Estados Unidos y portaba un collar de abalorios que, según él, era...
"... Para las personas que fueron linchadas o asesinadas, y nadie ha dicho una oración por ellos, que fueron ahorcados y para los que fueron arrojados al agua en mitad del pasaje".
Los tres atletas llevaban insignias del Proyecto Olímpico para los Derechos Humanos, incluido Norman, que expresó su simpatía con los ideales de Smith y Carlos. 
El sociólogo Harry Edwards, fundador del Proyecto, había incitado a los atletas negros a boicotear los Juegos Olímpicos; al parecer, estas acciones de Smith y Carlos se inspiraron en los argumentos de Edwards.
Los dos estadounidenses tenían previsto portar los guantes negros en el evento, pero Carlos los olvidó en la Villa Olímpica. Fue el australiano Peter Norman quien sugirió que Carlos usara el guante izquierdo de Smith, siendo ésta la razón de que alzara su mano izquierda en lugar de su derecha, diferiendo del tradicional saludo Poder Negro. Cuando The Star-Spangled Banner sonó, Smith y Carlos bajaron la cabeza, cerraron los ojos y realizaron el saludo, un gesto que ocupó las portadas de todos los medios del mundo. Cuando se marcharon del podio fueron abucheados. Smith dijo: 
"Si gano, soy americano, no afroamericano. Pero si hago algo malo, entonces se dice que soy un negro. Somos negros y estamos orgullosos de serlo. La América negra entenderá lo que hicimos esta noche".

## Respuesta del Comité Olímpico Internacional
Avery Brundage, presidente del Comité Olímpico Internacional, lo consideró un gesto de política interna inadecuado para el apolítico foro internacional de los Juegos Olímpicos. Ordenó la suspensión de Smith y Carlos del equipo olímpico estadounidense y se pidió que fueran expulsados de la villa Olímpica; el Comité Olímpico Mexicano se negó a ello e indicó que al tener visa de deportistas, seguían siendo invitados de honor de México y que serían tratados como tales. Un portavoz de la organización dijo que era "una deliberada y violenta infracción de los principios fundamentales del espíritu olímpico".
Brundage, que había sido presidente del Comité Olímpico Estadounidense en 1936, no hizo ninguna objeción en contra del saludo nazi durante los Juegos Olímpicos de Berlín. El saludo nazi, por ser un saludo nacional por entonces, fue aceptado por la Sociedad de Naciones, mientras que el saludo de los atletas no era de una nación y fue considerado inaceptable.

## Consecuencias
Smith y Carlos fueron criticados por sus acciones y condenados al ostracismo en su país. La revista Time mostró el logo olímpico de los cinco anillos con las palabras "Angrier, Nastier, Uglier" (Más furioso, más sucio, más feo), en vez del clásico "Faster, Higher, Stronger" (Más rápido, más alto, más fuerte). De vuelta a casa, fueron objeto de abuso y tanto ellos como sus familiares, amenazados de muerte.
Smith continuó en el atletismo, pasándose al fútbol americano para jugar en Cincinnati Bengals antes de ser asistente de profesor de Educación Física en el Oberlin College. En 1995 ayudó al entrenador del equipo de los Estados Unidos en el Campeonato del Mundo Indoor en Barcelona. En 1999 fue galardonado con el premio al Deportista del Milenio. Se convirtió en orador.
La carrera de Carlos fue similar a la de Smith. Continuó en el atletismo, igualó el récord mundial de 100 yardas al año siguiente. Más tarde jugó al fútbol americano en Philadelphia Eagles antes de que una lesión de rodilla terminara con su carrera. En 1977 llegaron tiempos difíciles tras el suicidio de su esposa, y cinco años después fue contratado por el Comité Organizador de los Juegos Olímpicos de Los Ángeles de 1984 para promover y actuar como enlace con la comunidad negra de la ciudad. En 1985 trabajó como entrenador de atletismo en el Instituto Palm Springs.
Norman, que simpatizó con la protesta de Smith y Carlos, fue reprendido por las autoridades olímpicas de su país y marginado por los medios australianos. No fue elegido para los Juegos Olímpicos de Múnich 1972, a pesar de terminar tercero en las pruebas clasificatorias. Continuó practicando atletismo, pero contrajo gangrena tras una lesión en su tendón de Aquiles en un entrenamiento y su pierna derecha estuvo a punto de ser amputada. Cayó en depresión y se tornó alcohólico. Sufrió un ataque cardíaco y falleció el 3 de octubre de 2006 en Melbourne a los 64 años. Tanto Smith como Carlos elogiaron su carrera deportiva y fueron los portadores del féretro en su funeral.

## Legado
La Universidad Estatal de San José homenajeó a sus exalumnos Smith y Carlos con una estatua de su protesta de 22 pies de alto.
A mediados de 2008, el Festival de Cine de Sídney presentó un documental sobre la protesta, titulado Salute, dirigido y producido por Matt Norman, un actor y cineasta australiano, sobrino de Peter Norman.